# روي يونغ
روي يونغ (بالإنجليزية: Roy Young)‏ هو لاعب كرة قدم أمريكية أمريكي، ولد في 11 سبتمبر 1917 في أبفيل في الولايات المتحدة، وتوفي في 5 مايو 1987 في سكوتسديل في الولايات المتحدة.

## وصلات خارجية
- روي يونغ على موقع مرجع كرة القدم المحترفة.كوم (الإنجليزية)